# Campionati mondiali juniores di skeleton 2014
I Campionati mondiali juniores di skeleton 2014, dodicesima edizione della manifestazione organizzata dalla Federazione Internazionale di Bob e Skeleton, si sono disputati il 25 gennaio 2014 a Winterberg, in Germania, sulla Veltins Eisarena, il tracciato dove si svolsero le rassegne iridate juniores del 2004 e del 2005. La località della Renania Settentrionale-Vestfalia ha quindi ospitato le competizioni mondiali di categoria per la seconda volta nel singolo maschile e in quello femminile.

## Risultati

### Singolo uomini
La gara si è disputata il 25 gennaio 2014 nell'arco di due manches e hanno preso parte alla competizione 20 atleti in rappresentanza di 10 differenti nazioni.
| Pos. | Atleti                | Nazione  | Tempo   | Distacco |
| ---- | --------------------- | -------- | ------- | -------- |
|      | Kilian von Schleinitz | Germania | 1:56.88 |          |
|      | Christopher Grotheer  | Germania | 1:57.01 | +0.13    |
|      | Raphael Maier         | Austria  | 1:57.42 | +0.54    |
| 4    | Dominic Rady          | Germania | 1:57.58 | +0.70    |
| 5    | Mattia Gaspari        | Italia   | 1:58.03 | +1.15    |
| 6    | Neven Mitev           | Russia   | 1:58.26 | +1.38    |
| 7    | Barrett Martineau     | Canada   | 1:58.38 | +1.50    |
| 8    | Alexander Auer        | Austria  | 1:58.64 | +1.76    |
| 9    | Stefan Geisler        | Austria  | 1:59.17 | +2.29    |
| 10   | Kevin Boyer           | Canada   | 1:59.45 | +2.57    |

### Singolo donne
La gara si è disputata il 25 gennaio 2014 nell'arco di due manches e hanno preso parte alla competizione 19 atlete in rappresentanza di 11 differenti nazioni.
| Pos. | Atlete                | Nazione     | Tempo   | Distacco |
| ---- | --------------------- | ----------- | ------- | -------- |
|      | Jacqueline Lölling    | Germania    | 1:59.93 |          |
|      | Elisabeth Vathje      | Canada      | 2:00.15 | +0.22    |
|      | Maria Marinela Mazilu | Romania     | 2:00.89 | +0.96    |
| 4    | Robynne Thompson      | Canada      | 2:00.97 | +1.04    |
| 5    | Elizaveta Zubkova     | Russia      | 2:01.05 | +1.12    |
| 6    | Tina Hermann          | Germania    | 2:01.34 | +1.41    |
| 7    | Maxi Just             | Germania    | 2:01.70 | +1.77    |
| 8    | Renata Chuzina        | Russia      | 2:02.05 | +2.12    |
| 9    | Madison Charney       | Canada      | 2:02.10 | +2.17    |
| 10   | Kimberley Bos         | Paesi Bassi | 2:02.45 | +2.52    |

## Medagliere
| Posizione | Nazione  | Oro | Argento | Bronzo | Totale |
| --------- | -------- | --- | ------- | ------ | ------ |
| 1         | Germania | 2   | 1       | 0      | 3      |
| 2         | Canada   | 0   | 1       | 0      | 1      |
| 3         | Austria  | 0   | 0       | 1      | 1      |
| 3         | Romania  | 0   | 0       | 1      | 1      |
| Totale    | Totale   | 2   | 2       | 2      | 6      |